# Per Rygh
Peder (Per) Strand Rygh (30. august 1874 i Kristiania - 14. februar 1941) var en norsk jurist, søn af Evald Rygh.
Han blev cand. jur. 1896 og var i de følgende 2 år advokatfuldmægtig, hvorefter han 1898—99 studerede i Frankrig og England. 1899—1907 arbejdede han i advokatfirmaet Seip & Lundh, fra 1. januar 1906 som dets kompagnon. Våren 1907 indtrådte han i direktionerne for de store aktieselskaber Norsk Kraftaktieselskab og De norske Salpeterværker, fra september 1910 som disse direktioners formand. Han fratrådte disse selskaber 1911 og optogs igen som medlem af sit gamle advokatfirma. I 1909 blev Rygh opnævnt som advokat for den norske stat i voldgiftssagen mellem Norge og Sverige angående renbeite. Rygh har offentliggjort en række brochurer og afhandlinger af juridisk og socialpolitisk indhold samt redigeret 2. udgave af professor L.M.B. Auberts håndbog i obligationsret (bind I, 1901). Han udgav 1920—23 Om begrebene formue og indtægt efter skattelovene av 1911 med tillægslove.
Rygh har knyttet sit navn til flere opsigtsvækkende retssager; han var medlem af defensoratet i rigsretssagen mod ministeriet Berge 1926—27 og sættedommer i tjenestemandsorganisationernes lønproces mod staten 1929. Sidstnævnte år påtog han sig, sammen med advokat Gustav Heiberg, at føre den private straffesag, som direktionsmedlemmerne og fagcheferne i A/S Vinmonopolet havde anlagt mod brødrene Dysthe i anledning af visse beskyldninger mod monopolets mænd. Den måde, hvorpå særlig Rygh plæderede sagen, pådrog ham imidlertid uvilje fra mange hold, specielt indenfor forretningsstanden i Oslo, og efter sagens pådømmelse 1930 fandt han at burde frasige sig sin stilling som formand for Den norske Creditbanks direktion.